# Ghost Song (film)
Pour plus de détails, voir Fiche technique et Distribution.
Ghost Song est un film documentaire français réalisé par Nicolas Peduzzi et sorti en 2021.

## Synopsis
Houston, Texas : le film commence par une série de portraits. Un hommage à un musicien de rap assassiné vu par l'artiste OMB Bloodbath (en). La confession d'un fils de riche, William, devenu quasiment sans domicile et de son pote dealer Nate. Bientôt, un ouragan, le plus puissant depuis 12 ans, arrive sur la ville...

## Fiche technique
- Titre : Ghost Song
- Réalisation : Nicolas Peduzzi
- Scénario : Nicolas Peduzzi, Aude Thuries et Léon Chatiliez
- Musique : Jimmy Whoo
- Photographie : Laetitia de Montalembert et Nicolas Peduzzi
- Son : Léon Chatiliez, Maxime Berland et Romain Ozanne
- Montage : Nicolas Sburlati et Jessica Menendez
- Société de production : GoGoGo Films
- Distribution : Alchimistes Films
- Pays de production :  France
- Genre : documentaire
- Durée : 76 minutes
- Dates de sortie : 
  - France : 7 juillet 2021 (Festival de Cannes) ; 27 avril 2022 (sortie nationale)

## Distribution
- OMB Bloodbath (en)
- William Folzenlogen
- Nate Nichols
- Tay Thomas
- David McCrable

## Distinctions

### Sélections
- Festival de Cannes 2021 (programmation de l'ACID)[1]
- États généraux du film documentaire 2021
- Festival international du film indépendant de Bordeaux 2021[2]

### Récompenses
- Prix meilleur film Révolution Permanente au Festival de Sevilla 2021[3]